# Too Good at Goodbyes
"Too Good at Goodbyes" là một bài hát của nghệ sĩ thu âm người Anh quốc Sam Smith nằm trong album phòng thu thứ hai của anh, The Thrill of It All (2017). Nó được phát hành vào ngày 8 tháng 9 năm 2017 như là đĩa đơn đầu tiên trích từ album bởi Capitol Records. Bài hát được đồng viết lời bởi Smith với những nhà sản xuất nó Jimmy Napes cũng như hai thành viên Tor Hermansen và Mikkel Eriksen thuộc đội sản xuất StarGate, bên cạnh sự tham gia đồng sản xuất từ Steve Fitzmaurice. "Too Good at Goodbyes" đánh dấu sự hợp tác tiếp theo giữa nam ca sĩ với Napes và Fitzmaurice kể từ album phòng thu đầu tay của anh In the Lonely Hour (2014), và họ cũng tham gia thực hiện cho hầu hết những tác phẩm của The Thrill of It All. Đây là một bản orchestral pop ballad mang nội dung đề cập đến cảm xúc của một chàng trai bị tổn thương bởi những mối quan hệ trong quá khứ, trong đó anh thể hiện quan điểm rằng bản thân sẽ chuẩn bị tâm lý tốt hơn khi phải nói "lời tạm biệt" cho mối tình trong tương lai.
Sau khi phát hành, "Too Good at Goodbyes" nhận được những phản ứng tích cực từ các nhà phê bình âm nhạc, trong đó họ đánh giá cao giai điệu sâu lắng, chất giọng cảm xúc của Smith và quá trình sản xuất nó, đồng thời so sánh với một số tác phẩm trước đây của anh. Bài hát cũng tiếp nhận những thành công vượt trội về mặt thương mại, đứng đầu các bảng xếp hạng ở Úc, New Zealand và Vương quốc Anh, nơi nó trụ vững trong ba tuần liên tiếp và là đĩa đơn quán quân thứ sáu trong sự nghiệp của nam ca sĩ, đồng thời lọt vào top 10 ở nhiều thị trường bài hát xuất hiện, bao gồm vươn đến top 5 ở những quốc gia lớn trên thế giới, như Bỉ, Canada, Đan Mạch, Ireland, Hà Lan, Na Uy, Thụy Điển và Thụy Sĩ. Tại Hoa Kỳ, "Too Good at Goodbyes" đạt vị trí thứ tư trên bảng xếp hạng Billboard Hot 100, trở thành đĩa đơn thứ ba của Smith vươn đến top 5 tại đây. Tính đến nay, nó đã bán được hơn 8 triệu bản trên toàn cầu, trở thành một trong những đĩa đơn bán chạy nhất mọi thời đại.
Video ca nhạc cho "Too Good at Goodbyes" được đạo diễn bởi Luke Monaghan, người trước đó đã cộng tác với Smith cho video của những đĩa đơn trước như "Leave Your Lover", "I'm Not the Only One" và "Writing's on the Wall", trong đó bao gồm những cảnh anh hát ở nhiều địa điểm như trong một căn phòng và trên đường phố, xen kẽ với hình ảnh của những cặp đôi ở nhiều trạng thái cảm xúc khác nhau trong tình yêu. Để quảng bá bài hát, nam ca sĩ đã trình diễn nó trên nhiều chương trình truyền hình và lễ trao giải lớn, bao gồm The Graham Norton Show, Saturday Night Live, Today, The Tonight Show Starring Jimmy Fallon và giải Brit năm 2018, cũng như trong nhiều chuyến lưu diễn của anh. Kể từ khi phát hành, nó đã được hát lại và sử dụng làm nhạc mẫu bởi nhiều nghệ sĩ, như Demi Lovato, Sam Tsui, Samantha Harvey, Alex Goot và Kurt Hugo Schneider. Ngoài ra, một số phiên bản phối lại của bài hát được thực hiện bởi Galantis và Snakehips, cũng được phát hành.

## Danh sách bài hát
- Tải kĩ thuật số[2]

1. "Too Good at Goodbyes" – 3:21

- Tải kĩ thuật số (bản acoustic)[3]

1. "Too Good at Goodbyes" (bản acoustic) – 3:40

- Tải kĩ thuật số (Galantis phối lại)[4]

1. "Too Good at Goodbyes" (Galantis phối lại) – 3:12

- Tải kĩ thuật số (Snakehips phối lại)[5]

1. "Too Good at Goodbyes" (Snakehips phối lại) – 3:58

## Xếp hạng
| Bảng xếp hạng (2017-18)                   | Vị trí cao nhất |
| ----------------------------------------- | --------------- |
| Úc (ARIA)                                 | 1               |
| Áo (Ö3 Austria Top 40)                    | 12              |
| Bỉ (Ultratop 50 Flanders)                 | 2               |
| Bỉ (Ultratop 50 Wallonia)                 | 5               |
| Canada (Canadian Hot 100)                 | 2               |
| Canada AC (Billboard)                     | 8               |
| Canada CHR/Top 40 (Billboard)             | 13              |
| Canada Hot AC (Billboard)                 | 9               |
| Cộng hòa Séc (Rádio Top 100)              | 10              |
| Cộng hòa Séc (Singles Digitál Top 100)    | 9               |
| Đan Mạch (Tracklisten)                    | 2               |
| Châu Âu Nhạc số (Billboard)               | 2               |
| Phần Lan (Suomen virallinen lista)        | 18              |
| Pháp (SNEP)                               | 6               |
| Đức (Official German Charts)              | 18              |
| Hungary (Rádiós Top 40)                   | 31              |
| Hungary (Single Top 40)                   | 15              |
| Hungary (Stream Top 40)                   | 15              |
| Ireland (IRMA)                            | 2               |
| Ý (FIMI)                                  | 6               |
| Nhật Bản (Japan Hot 100)                  | 56              |
| Luxembourg Nhạc số (Billboard)            | 6               |
| Mexico Phát thanh (Billboard)             | 16              |
| Hà Lan (Dutch Top 40)                     | 5               |
| Hà Lan (Single Top 100)                   | 3               |
| New Zealand (Recorded Music NZ)           | 1               |
| Na Uy (VG-lista)                          | 5               |
| Ba Lan (Polish Airplay Top 100)           | 22              |
| Bồ Đào Nha (AFP)                          | 4               |
| Scotland (OCC)                            | 1               |
| Slovakia (Rádio Top 100)                  | 24              |
| Slovakia (Singles Digitál Top 100)        | 5               |
| Slovenia (SloTop50)                       | 15              |
| Hàn Quốc (Gaon International Singles)     | 2               |
| Tây Ban Nha (PROMUSICAE)                  | 18              |
| Thụy Điển (Sverigetopplistan)             | 2               |
| Thụy Sĩ (Schweizer Hitparade)             | 5               |
| Anh Quốc (OCC)                            | 1               |
| Hoa Kỳ Billboard Hot 100                  | 4               |
| Hoa Kỳ Adult Contemporary (Billboard)     | 7               |
| Hoa Kỳ Adult Pop Airplay (Billboard)      | 6               |
| Hoa Kỳ Dance Club Songs (Billboard)       | 4               |
| Hoa Kỳ Dance/Mix Show Airplay (Billboard) | 10              |
| Hoa Kỳ Pop Airplay (Billboard)            | 6               |
| Hoa Kỳ Rhythmic (Billboard)               | 27              |

| Bảng xếp hạng (2017)                     | Vị trí |
| ---------------------------------------- | ------ |
| Australia (ARIA)                         | 53     |
| Belgium (Ultratop 50 Flanders)           | 49     |
| Belgium (Ultratop 50 Wallonia)           | 95     |
| Canada (Canadian Hot 100)                | 66     |
| Denmark (Tracklisten)                    | 41     |
| France (SNEP)                            | 176    |
| Germany (Official German Charts)         | 96     |
| Hungary (Stream Top 40)                  | 57     |
| Netherlands (Dutch Top 40)               | 28     |
| Netherlands (Single Top 100)             | 55     |
| South Korea International Singles (Gaon) | 40     |
| Sweden (Sverigetopplistan)               | 40     |
| Switzerland (Schweizer Hitparade)        | 66     |
| UK Singles (Official Charts Company)     | 39     |
| US Billboard Hot 100                     | 77     |
| US Adult Contemporary (Billboard)        | 34     |
| Bảng xếp hạng (2018)                     | Vị trí |
| Australia (ARIA)                         | 81     |
| Belgium (Ultratop 50 Flanders)           | 54     |
| Belgium (Ultratop 50 Wallonia)           | 96     |
| Canada (Canadian Hot 100)                | 47     |
| Denmark (Tracklisten)                    | 50     |
| Netherlands (Dutch Top 40)               | 120    |
| South Korea International Singles (Gaon) | 38     |
| Sweden (Sverigetopplistan)               | 83     |
| UK Singles (Official Charts Company)     | 85     |
| US Billboard Hot 100                     | 49     |
| US Adult Contemporary (Billboard)        | 21     |
| US Adult Pop Songs (Billboard)           | 29     |
| US Pop Songs (Billboard)                 | 38     |

## Chứng nhận
| Quốc gia | Chứng nhận  | Số đơn vị/doanh số chứng nhận |
| --- | ----------- | ----------------------------- |
| Úc (ARIA) | 4× Bạch kim | 280.000‡                      |
| Bỉ (BEA) | Bạch kim    | 0‡                            |
| Brasil (Pro-Música Brasil) | Kim cương   | 160.000‡                      |
| Canada (Music Canada) | 4× Bạch kim | 0‡                            |
| Đan Mạch (IFPI Đan Mạch) | 2× Bạch kim | 180.000‡                      |
| Pháp (SNEP) | Bạch kim    | 133.333‡                      |
| Đức (BVMI) | Vàng        | 150.000‡                      |
| Ý (FIMI) | 2× Bạch kim | 100.000‡                      |
| New Zealand (RMNZ) | Bạch kim    | 30.000‡                       |
| Na Uy (IFPI) | 2× Bạch kim | 120.000‡                      |
| Bồ Đào Nha (AFP) | Bạch kim    | 10.000‡                       |
| Hàn Quốc (Gaon Chart) | —           | 264,627                       |
| Tây Ban Nha (PROMUSICAE) | Bạch kim    | 40.000‡                       |
| Thụy Điển (GLF) | 4× Bạch kim | 32.000.000                    |
| Anh Quốc (BPI) | 2× Bạch kim | 1.200.000‡                    |
| Hoa Kỳ (RIAA) | 4× Bạch kim | 4.000.000‡                    |
| * Chứng nhận dựa theo doanh số tiêu thụ. ^ Chứng nhận dựa theo doanh số nhập hàng. ‡ Chứng nhận dựa theo doanh số tiêu thụ và phát trực tuyến. |             |                               |